# Жорсткі часи на планеті Земля
«Жорсткі часи на планеті Земля» (англ. Hard Time on Planet Earth) — науково-фантастичний телесеріал. Прем'єра відбулася 1 березня 1989 року на каналі CBS. Складається з 13 серій.

## Сюжет
Головний герой - іншопланетянин, офіцер елітного військового підрозділу, який брав участь у міжпланетній війні. Після закінчення війни не вписався в мирне життя і був засуджений трибуналом за надмірну жорстокість. З огляду на минулі заслуги бойового офіцера, йому пом'якшили покарання й надали шанс виправитися: він повинен був провести невизначений час в людському тілі на планеті Земля. Разом з ним на Землю був посланий Контроль - маленький літаючий робот, який зовні нагадує око, з місією спостерігати за Джессі (це земне ім'я вибрав собі сам інопланетний воїн) і контролювати його жорстокі манери. У разі ненормативної поведінки Джессі, Контроль не забуде нагадати йому про це, часто використовуючи свою улюблену фразу «Агресивність? Не добре!".
Кожна серія являє собою окремий епізод з життя Джессі на Землі. Спочатку він досить егоїстичний і дуже неохоче допомагає потребуючим допомоги людям, діючи виключно заради схвалення з боку Контролю, щоб швидше покласти край своєму іншопланетному ув'язненні. Однак поступово головний герой змінюється і починає з більшою симпатією ставитися до землянам, так як в деяких з людей він починає помічати добро.

## Список серій
1. Чужинець на чужій землі (Stranger In A Strange Land) 
 Інопланетний воїн Джессі, накоїв неподобств на своїй планеті, з метою перевиховання потрапляє на Землю. Перше його знайомство з землянами, які опинилися поліцейськими, виявляється не дуже приємним, і Джессі доводиться рятуватися втечею. По дорозі в Лос-Анджелес він рятує дівчину-археолога, яка потрапила в автомобільну аварію.
2. Чому довіряти? (Something To Bank On) 
 Бажаючи забезпечити Джессі грошима, Контроль зламав ряд банкоматів. Подивившись телесюжет про це, Джессі розуміє, що став злодієм і вирішує повернути гроші. Однак в результаті його заарештовують за звинуваченням у пограбуванні.
3. Контроль загубився (Losing Control) 
 Під час прогулянки в Діснейленд відбувається неприємність. Контроль, намагаючись поліпшити ігрові автомати, розряджається і потрапляє в руки хлопчика. Той відразу розуміє, що це - щось непросте, і поки Джессі, збившись з ніг шукає свого друга, хлопець намагається повернути Контроля до життя.
4. Додому (The Way Home) 
 Працюючи садівником у бізнесмена, Джессі зустрічає дівчину, яку через її поведінки вигнали з дому її батьки. Він вирішує помирити її з сім'єю і повернути додому.
5. Ти можеш бути ким захочеш (All That You Can Be) 
 Джессі, як йому здається, знайшов свій сенс існування на Землі і до незадоволення Контроля зайнявся тим, що у нього найкраще виходить - надійшов на службу в армію США. Сержант, який дуже бажав піти у відпустку, створив Джессі липовий послужний список і тимчасово призначив на своє місце. Однак під командування Джессі надходить найгірший загін в частині.
6. Війна статей (Battle Of The Sexes) 
 На Землю прибуває інопланетянка, яка планує використовувати Джессі для збору інформації і змусити його зрадити своїх друзів. Однак по її прогалинах у знанні культури Землі Джессі розкриває її справжню особистість.
7. Смерть розлучить нас (Death Do Us Part) 
 Джессі стає переможцем у телевізійній грі, приз - побачення з красивою дівчиною. Під час побачення він рятує дівчину від грабіжників. Хоча персонажі не знають цього - одним із грабіжників був наречений дівчини. Так як цей наречений намагається підставити Джессі - той у свою чергу вирішує знайти справжнього злочинця.
8. Продавець хот-догів (The Hot Dog Man) 
 Продаючи хот-доги в спортивному клубі, Джессі вперше бачить поєдинок рестлерів і, вирішивши, що це бійка, лізе розбороняти забіяк, в результаті чого мимоволі стає зіркою рестлінгу.
9. Джессі отримує популярність (Jessie's Fifteen Minutes)
10. Родео (Rodeo Show)
11. Не в нас (Not In Our Stars)
12. Справжній американець (The All American)
13. 'Банда Воллі'  (Wally's Gang) 
 Джессі рятує ведучого дитячого телешоу, який випав із вікна хмарочоса. На знак подяки той запрошує Джессі на телебачення. Оскільки порятунок цієї людини коштував Джессі чергової роботи - він погоджується. Так він дізнається про іншу сторону телебачення.